# Pineus boerneri
Pineus boerneri là một loài côn trùng trong họ Adelgidae. Loài này được Annand miêu tả khoa học đầu tiên năm 1928.
Đây là loài gây hại của các cây trong chi Pinus, phát triển phổ biến ở Kenya.